# Ljungby Maria församling
Ljungby Maria församling är en församling i Ljungby pastorat i Allbo-Sunnerbo kontrakt i Växjö stift och i Ljungby kommun och är en av två församlingar i tätorten Ljungby.

## Administrativ historik
Församlingen skapades genom en delning av Ljungby församling 2002 och ligger i Ljungbys östra delar och huvudkyrka är Mariakyrkan. Det var den första delningen av en församling efter Svenska kyrkans frigörande från staten 2000. Detta innebar att församlingen fick inte ett motsvarande distrikt från 1 januari 2016, utan den är del av Ljungby distrikt.
Församlingarna i Ljungby pastorat ingår i Ljungby kyrkliga samfällighet.